# Longwood
Longwood is een plaats (city) in de Amerikaanse staat Florida, en valt bestuurlijk gezien onder Seminole County.

## Demografie
Bij de volkstelling in 2000 werd het aantal inwoners vastgesteld op 13.745.
In 2006 is het aantal inwoners door het United States Census Bureau geschat op 13.529, een daling van 216 (-1.6%).

## Geografie
Volgens het United States Census Bureau beslaat de plaats een oppervlakte van
14,6 km², waarvan 13,8 km² land en 0,8 km² water.

## Plaatsen in de nabije omgeving
De onderstaande figuur toont nabijgelegen plaatsen in een straal van 8 km rond Longwood.

## Geboren
- Graham Zusi (18 augustus 1986), voetballer